# 붉은 망아지
붉은 망아지(The Red Pony)는 미국의 작가인 존 스타인벡이 1933년에 발표한 소설이다.  이야기의 주인공은 '조디 티블린'으로 그의 아버지의 캘리포니아 목장에서 일어난 일을 그리고 있다.